# Porsche 114
La Porsche 114 était un design de voiture sportive créé en 1938. Elle était censée être motorisée d'un moteur V10

## Histoire
Après avoir créé le design de la Coccinelle pour le Gouvernement nazi en Allemagne, Ferdinand Porsche a alors pensé à fabriquer une version sportive de la mythique Volkswagen. Elle est le concept car de la plus connue Porsche Type 64, cette voiture était censée porter une carrosserie en aluminium et être équipée d'un moteur Volkswagen d'1,5 L, qui est d'origine un moteur de 1,0 L. Le projet du moteur (qui existe seulement en dessin et qui n'a jamais atteint le stade de prototype) est un moteur V10 développant 72 ch et comportant deux arbres à cames ainsi qu'un système de refroidissement à eau.